# Демонстрація зі свічками

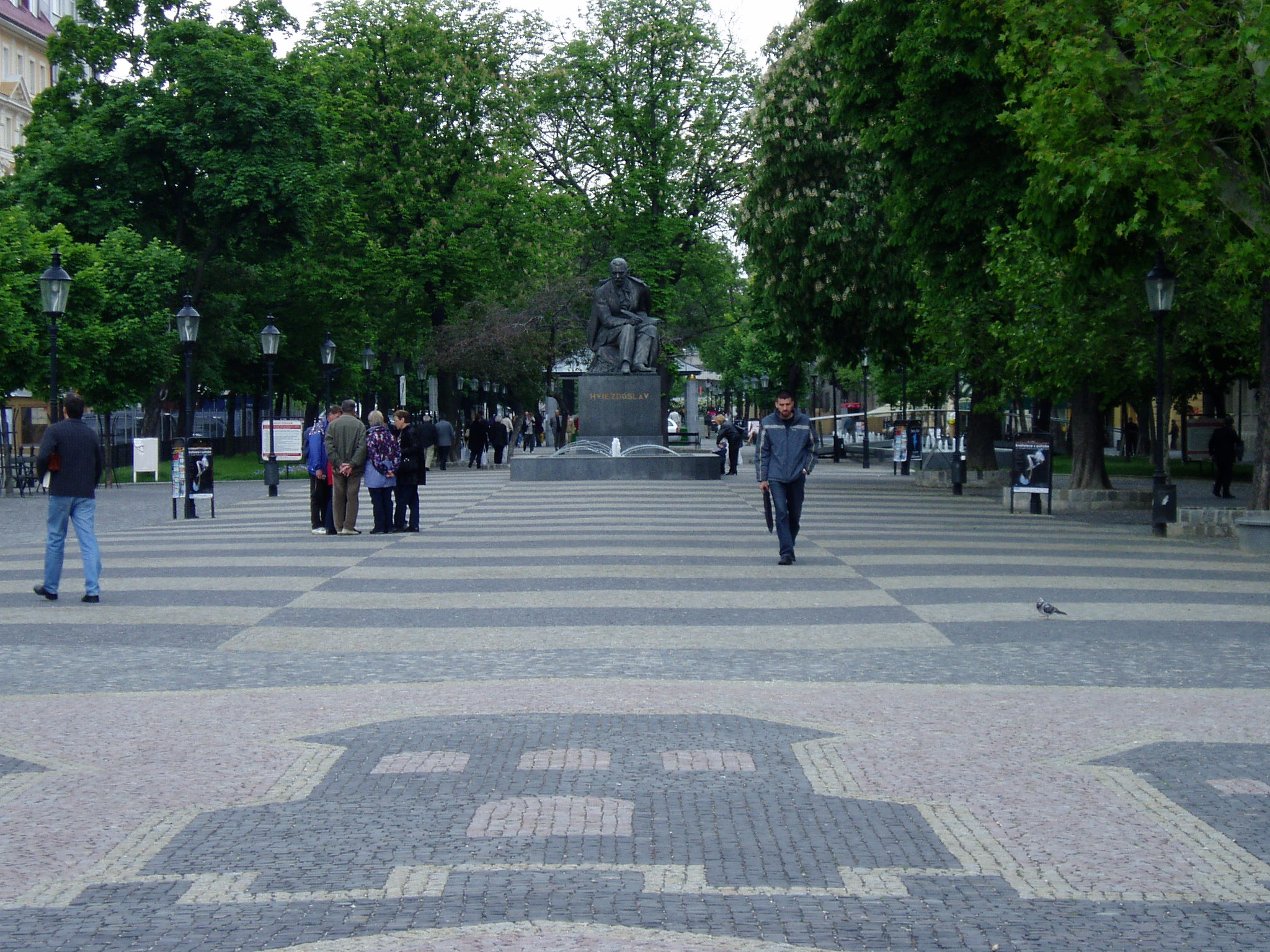
Площа Гвездослава в Братиславі

Демонстрація зі свічками (словац. sviečková demonštrácia) — перша антикомуністична демонстрація в Чехословаччині з часів Празької весни 1968 року, що відбулась в Братиславі 25 березня 1988 року.

## Підготовка

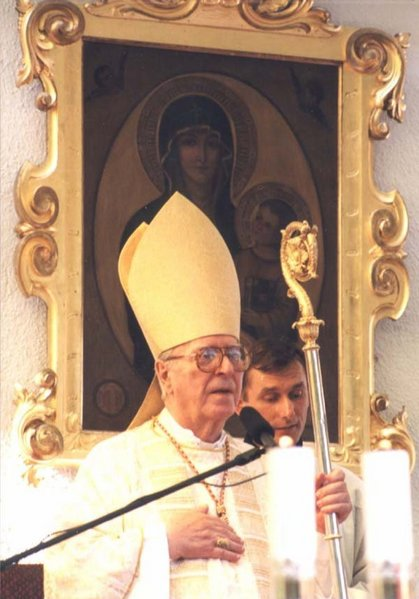
Кардинал Ян Чарногурський в 2003 році

Ідея антикомуністичної демонстрації належала словацькому хокеїсту та громадському діячеві Маріану Штястному, який виступав і жив в Швейцарії, а також виконавчий віце-президент Всесвітнього конгресу Словаччини і його соратник доктор Пол Арнольд зі Швейцарії. Вони через свекруху хокеїста, що побувала в Швейцарії, зв'язалися з дисидентами всередині Чехословаччини, і його пропозиція отримала підтримку. Безпосередніми організаторами акції були дисиденти і католицькі активісти Ян Чарногурський та Франтішек Міклошко, їх підтримав кардинал Франтішек Томашек. Ф.Міклошко звернувся до влади за офіційним дозволом на демонстрацію, але отримав очікувану відмову.
Інформація про захід поширювалася через Радіо Ватикану, Радіо Вільна Європа та Голос Америки.

## Проведення
Демонстрація стала першим важливим кроком на шляху знищення комуністичного режиму в Чехословаччині. Вона відбулася в п'ятницю, 25 березня 1988 року. Ще до початку демонстрації поліція під різними приводами затримала основних організаторів і деяких діячів католицької церкви, так що вони не мали можливості бути присутніми.

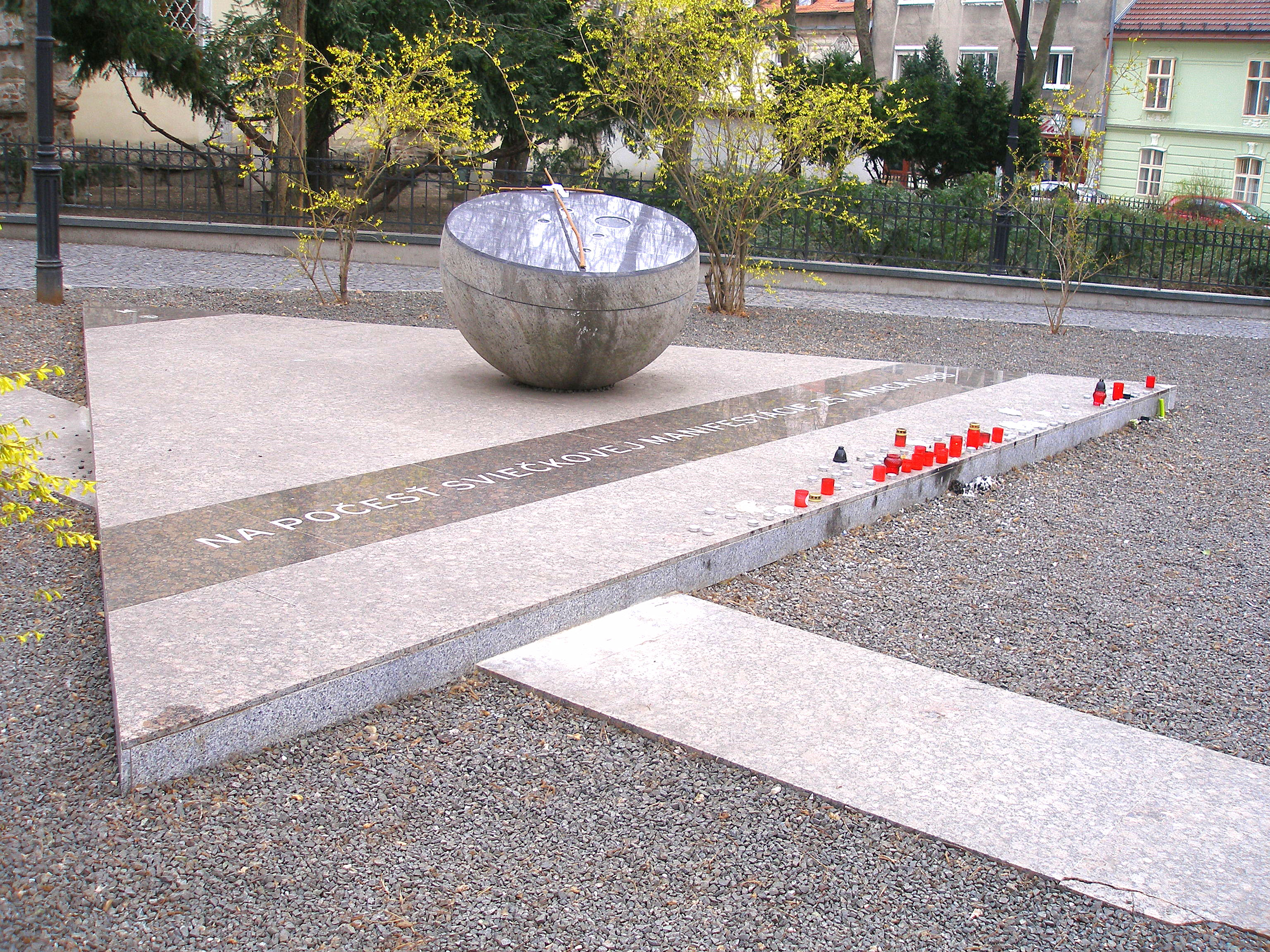
Меморіал на площі Гвездослава, створений Патріком Коваковскім у 2008 році

О шостій годині вечора на площі Гвездослава в центрі Братислави зібралося близько 2 000 осіб. Ще близько 12 000 перебувало на прилеглих вулицях. Демонстранти стояли з прапорами і свічками, запаленими незважаючи на сильний дощ, та співали гімн. Поліція намагалася розігнати натовп водометами і кийками. Демонстранти витримали півгодини, як і було заплановано, після чого розійшлися. За час демонстрації був заарештований 141 учасник, кілька десятків було побито поліцейськими.
Лідери комуністичної партії Чехословаччини (наприклад, прем'єр-міністр Словаччини, міністр внутрішніх справ, міністр культури) спостерігав цією «операцію» зсередини готель Carlton на площі Гвездослава.

## Значення
Демонстрація стала визначною тим, що, хоча й була організована релігійними активістами, вона об'єднала людей різних переконань: католиків, лютеран, енвайронменталістів та інших прихильників змін.
25 березня оголошено Днем боротьби за права людини в Словаччині, в пам'ять про демонстрацію зі свічками.